# شلایش (آلمان)
شلایش (به آلمانی: Schleich) یک شهر در آلمان است که در تریر-زاربورگ واقع شده‌است. شلایش ۲۰۶ نفر جمعیت دارد.